# Chamaemyia aridella
Chamaemyia aridella är en tvåvingeart som först beskrevs av Fallen 1823.  Chamaemyia aridella ingår i släktet Chamaemyia och familjen markflugor. Enligt den finländska rödlistan är arten otillräckligt studerad i Finland. Arten är reproducerande i Sverige. Artens livsmiljö är torra gräsmarker. Inga underarter finns listade i Catalogue of Life.